# Shawn Lane

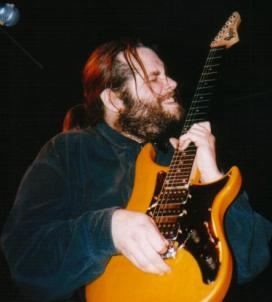
Shawn Lane.

Shawn Lane (21 de marzo de 1963 - 26 de septiembre de 2003) fue un guitarrista y compositor estadounidense. Lane fue un músico precoz que mostró mucho talento cuando era niño, por lo que rápidamente se hizo notar como guitarrista dentro de los círculos underground, llegando a la banda Black Oak Arkansas cuando tenía solo 14 años.
Shawn es conocido por su álbum solista llamado Powers of Ten.
Shawn Lane nació en Memphis, Tennessee. A los 8 años acompañó a sus hermanas al piano, pero no tocó seriamente hasta los 10 años. Shawn progresó muy rápidamente en la guitarra, y a los 13 comenzó a practicar asiduamente, desarrollando sus habilidades técnicas. 

## Discografía

### Solitario
- 1992: West Side Boogie (promo single)
- 1992: Powers of Ten
- 1999: The Tri-Tone Fascination
- 2001: Powers of Ten; Live!

### Con Jonas Hellborg
- 1995: Abstract Logic
- 1996: Temporal Analogues of Paradise
- 1997: Time Is the Enemy
- 1999: Zenhouse
- 2000: Good People in Times of Evil
- 2002: Personae
- 2003: Icon: A Transcontinental Gathering

### Apariciones en otros álbumes
- 1984: U.S. Metal Vol. IV - Unsung Guitar Heroes - Stratosphere II (Shrapnel Records)
- 1995: Two Doors – Michael Shrieve
- 1998: Fission – Jens Johansson
- 2004: Richard Hallebeek Project – Richard Hallebeek con Brett Garsed y Lalle Larsson

- Datos: Q708699